# Petar S. Petrović
Petar S. Petrović, srbsky Петар С. Петровић, (9. června 1899, Lađevac – 20. října 1952, Bělehrad) byl srbský prozaik a dramatik chorvatského původu.
Petrović absolvoval hereckou školu v Záhřebu a poté působil jako herec v divadlech v Sarajevu, ve Sjopji a později Bělehradu, kde roku 1939 založil se skupinou herců soukromé divadlo Umetničko pozoriště (Umělecké diovadlo). Ve své literární činnosti se zaměřoval především na sociální tematiku, scénicky významné jsou jeho dramatizace románů Jakova Ignjatoviće a Svetolika Rankoviće.

## Dílo

### Próza
- Godina (1930, Rok), sbírka povídek,
- Begunci (1933), román,
- Roda (1934, Příbuzná), román, česky jako Vesnice spí,
- Zemlja ostavljena (1935, Opuštěná země), sbírka povídek,
- Deca u selui gradu (1935), sbírka povídek,
- Mladi kurjak (1936, Mladý vlk), román,
- Bez zemlje 1938, Bez země), román,
- Mali Milkin (1946), román,
- S proleća (1952), sbírka povídek.

### Divadelní hry
- Pucajn iz publike (1930, Výstřel z publika),
- Oslobodjenje Koste Šljuke (1935, Osvobození Kosty Šljuky), divadelní hra, ve které se prostý venkovan marně domáhá spravedlnosti, česky uvedeno pod názvem Cesta spravedlivého,
- Olivera (1936),
- Mis Beograd (1937),
- Mladi kralj (1940),
- Branko Radičević (1942),
- Ugašeno ognjište (1942),
- Simići (1945),
- Krik u noći (1951),
- Mi ne priznajemo (1951),
- dramatický triptych z historie Kosova (Joasaf, Stevan Lazarević, Carica Milica),
- Večiti mladoženja (1950), dramatizace románu Jakova Ignjatoviće
- Seoska učiteljica (1951), dramatizace románu Svetolika Rankoviće.

## České překlady
- Vesnice spí, Ladislav Mazáč, Praha 1936, přeložil Ladislav Žilka, znovu 1938.
- Cesta spravedlivého, premiéra ve Stavovském divadle v Praze dne 15. prosince 1938, přeložil Jaroslav Urban[3]
- Mladý vlk, vycházelo na pokračování v pražském deníku Národní střed roku 1939, přeložila Anna Urbanová,[4]
- Bez země, Brázda, Praha 1947, přeložila Anna Urbanová,